# 冨安泰一郎
冨安 泰一郎（とみやす たいいちろう、1968年〈昭和43年〉1月12日 - ）は、日本の財務・デジタル官僚。デジタル審議官。

## 来歴
福岡県出身。1990年3月、東京大学法学部卒業。同年4月、大蔵省に入省。大臣官房調査企画課に配属。
その後、主税局総務課長補佐（歳入）、財務省主計局主計官補佐（厚生労働第五係主査）、主計局主計官補佐（厚生労働第一、二係主査）、主計局総務課長補佐、内閣官房内閣総務官室（内閣官房副長官秘書官（事務担当））、古川元久経済財政担当大臣兼国家戦略担当大臣秘書官（事務担当）、主税局税制第三課長、主計局主計官（司法・警察、経済産業、環境担当）、理財局国有財産企画課長、理財局財政投融資総括課長、財務総合政策研究所総務研究部長を歴任。2018年6月4日には森友学園問題に関連し、減給20%・3カ月の懲戒処分を受けた。
2020年（令和2年）7月20日、内閣官房内閣審議官（内閣官房副長官補付）兼内閣官房情報通信技術総合戦略室長代理（副政府CIO）兼内閣官房番号制度推進室次長兼内閣府大臣官房番号制度担当室次長に就任。デジタル庁設置法やデジタル社会形成基本法の提出するなどのデジタル庁設立に向けた取り組みに携わった。
2021年（令和3年）9月1日、デジタル庁が発足。同庁統括官（戦略・組織グループ長）に就任。
2025年（令和7年）7月1日、デジタル審議官に就任。

#### リスト
1. ↑  [7][8][9][10][11][12][13][14]